# Балкашинский сельский округ
Балка́шинский се́льский окру́г (каз. Балкашин ауылдық округі) — административная единица в составе Сандыктауского района Акмолинской области Республики Казахстан. Административный центр — село Балкашино.

## География
Сельский округ расположен в центральной части района, граничит:
- на северо-востоке с Сандыктауским сельским округом,
- на востоке с Белгородским сельским округом,
- на юго-востоке с Каменским сельским округом,
- на юге с Максимовским сельским округом,
- на западе с Лесным сельским округом.

Через территорию сельского округа с севера на юг протекает река Жабай — вдоль которой расположены все населённые пункты округа. 
Проходит примерно 20 км автодороги областного значения Р-12 (Атбасар — Кокшетау).

## История
По состоянию на 1989 год, на территории нынешнего сельского округа существовали следующие административные единицы: Балкашинский сельсовет (пгт. Балкашино) и Сандыктауский сельсовет (сёла Сандыктау, Петровка, Новоромановка, Сандыктау). Позже, сёла Петровка и Сандыктау (ныне Лесхоз) вошли в состав Балкашинского сельсовета.

## Население
| Численность населения | Численность населения | Численность населения |
| 1989                  | 1999                  | 2009                  |
| --------------------- | --------------------- | --------------------- |
| 7259                  | ↘6948                 | ↘5883                 |

## Состав
В состав сельского округа входят 3 населённых пунктов.
| № | Населённый пункт | Тип населённого пункта       | Население, 1989 | Население, 1999 | Население, 2009 |
| - | ---------------- | ---------------------------- | --------------- | --------------- | --------------- |
| 1 | Балкашино        | село, административный центр | 7 259           | 5 737           | 4 907           |
| 2 | Лесхоз           | село                         | 314             | 660             | 501             |
| 3 | Петровка         | село                         | 708             | 551             | 475             |